# An-30
An-30 (ros. Ан-30) – radziecki samolot fotogrametryczny zaprojektowany w biurze konstrukcyjnym Olega Antonowa, będący modyfikacją samolotu transportowego An-24T.

## Historia
Samolot został opracowany przez zespół Aleksieja Konstantinowa z OKB Beriewa. Oblot prototypu nastąpił 21 sierpnia 1967 r. Pierwotnie samolot nosił oznaczenie An-24 FK (fotokartograficzeskij). Od pierwowzoru różnił się przekonstruowaną przednią częścią kadłuba, mieszczącą oddzielną kabinę nawigatora w oszklonym dziobie, kabinę pilotów przeniesiono na grzbiet kadłuba. Zmieniono konstrukcję dolnej części kadłuba, mieszczącej pięć komór na aparaty fotograficzne, osłonięte mechanicznymi pokrywami. Samolot posiada na pokładzie ciemnię.
Podstawowym wariantem seryjnym jest An-30A, który w 1985 r. został zmodyfikowany do wersji An-30M (meteo). Kolejnym rozwinięciem był An-30D (dalnij) wyposażony w system dalekiej nawigacji Kwitok-2. Po ratyfikowaniu przez Ukrainę Traktatu o otwartych przestrzeniach w marcu 1993 r. opracowano wersję oznaczoną An-30B. Samolot został wyposażony w system nawigacji radiotechnicznej zdolny do współpracy z systemami zachodnioeuropejskimi odpowiadającymi systemom ICAO oraz aparaty fotograficzne AFA-41/10. W Czechach opracowano również zmodyfikowaną wersję fotogrametryczną, która otrzymała oznaczenie An-30FG (fotogramitricky), wyposażony w system nawigacji satelitarnej i aparaty fotograficzne LMK-100/20000.

## Służba

### Rumunia
Rumuńskie Siły Powietrzne w grudniu 1976 roku otrzymały trzy maszyny An-30. Rumuńskie samoloty weszły w skład 99. Dywizji Lotnictwa Transportowego. W 1990 roku, jednostkę rozformowano, powołując na jej miejsce (i innych jednostek) 90. Bazę Lotnictwa Transportowego (rum. Flotila 90 Transport Aerian). Ostatni używany przez Rumunię An-30 znalazł się na stanie 902. Eskadry Lotnictwa Transportowego i Rozpoznawczego. Maszyna wykonuje zadania fotogrametryczne oraz bierze udział w programie "Otwarte Niebo", wykonując loty rozpoznawcze. Do wykonywania swoich zadań samolot wyposażono w pięć aparatów fotograficznych. Dwa z nich to fotogrametryczne aparaty lotnicze Wild RC-30 z układem kompensacji ruchu postępowego. Kolejne dwa to aparaty Omera-33, robiące zdjęcia o rozdzielczości do 10 cm oraz pojedynczy Zeiss LMK-1000 z układem kompensacji ruchu i filmem o szerokości 152 mm. Rumuński An-30 brał udział w lotach w ramach porozumienia pomiędzy państwami NATO i Układu Warszawskiego i jego kontynuacji oraz w ramach umowy bilateralnej pomiędzy Rumunią i Węgrami.